# Peter Honigmann
Peter Honigmann (* 1952 als Peter Obermann) ist ein deutscher Archivar. Er war von 1991 bis 2016 Leiter des Heidelberger Zentralarchivs zur Erforschung der Geschichte der Juden in Deutschland.
Sein Vater ist der Historiker Karl Obermann. Sein Großvater mütterlicherseits ist der Altphilologe und Philosoph Rudolf Schottlaender.
Er ist verheiratet mit der Schriftstellerin und Malerin Barbara Honigmann.
Bis 1984 lebte er in Ost-Berlin, hat dort an der Humboldt-Universität Physik studiert und 1977 an der Akademie der Wissenschaften mit einer Arbeit zu „Limitierungsverfahren in der Streutheorie“ der Quantenmechanik bei Hellmut Baumgärtel promoviert.
1982 wechselte er zur Wissenschaftsgeschichte und war bis zu seiner Auswanderung Mitarbeiter der Alexander-von-Humboldt-Forschungsstelle. 1984 ging er mit seiner Familie nach Straßburg und begann an der Yechiva des Étudiants mit dem Talmudstudium.

## Veröffentlichungen
- Limitierungsverfahren in der Streutheorie, Ph.D. Thesis, Akademie der Wissenschaften der DDR (1977).[4]
- Abel Wave Operators. I. General Theory, mit M. Wollenberg, Mathematische Nachrichten Volume 85, Issue 1, S. 141–159 (1978).[5]
- Abel wave operators. II. Wave operators for functions of operators, mit M. Wollenberg, Journal of Functional Analysis Volume 30, Issue 1, S. 48–59 (1978).[6]
- Adiabatic switching in abstract scattering theory, Mathematische Nachrichten Volume 105, Issue 1, S. 7–25 (1982).[7]
- Entstehung und Schicksal von Humboldts Magnetischem Verein (1829–1834) im Zusammenhang mit seiner Rußlandreise. In: Annals of Science. 41(1984), S. 57–86.
- Die Austritte aus der Jüdischen Gemeinde Berlin 1873 – 1941. Statistische Auswertung und historische Interpretation. Lang, Frankfurt am Main / Bern / New York / Paris 1987, ISBN 3-8204-1113-5.
- Alexander von Humboldts Verhältnis zu Juden. In: Bulletin des Leo Baeck Instituts. 76(1987), S. 3–34.
- (als Hrsg.) mit Frank M. Bischoff: Jüdisches Archivwesen. Beiträge zum Kolloquium aus Anlass des 100. Jahrestags der Gründung des Gesamtarchivs der Deutschen Juden, zugleich 10. Archivwissenschaftliches Kolloquium der Archivschule Marburg, 13. – 15. September 2005. [Archivschule Marburg], Marburg 2007 (Beiträge teilw. dt., teilw. engl.), ISBN 978-3-923833-10-8.
- Albert Einsteins jüdische Haltung. In: Tribüne. 25(1986)98, S. 95–116.
- mit Siegfried Theodor Arndt, Helmut Eschwege und Lothar Mertens: Juden in der DDR – Geschichte – Probleme – Perspektiven. Arbeitsmaterialien zur Geistesgeschichte. Köln 1988.
- Die Austritte aus dem Judentum in Wien 1868–1944. In: Zeitgeschichte. 15(1988)11/12, S. 452–466.
- An der Grenze zwischen anthropologischem Interesse und Rassismus. Alexander von Humboldts Auseinandersetzung mit Joseph Arthur Comte de Gobineau. In: Soemmering-Forschungen. 6(1990), S. 427–435.
- Der Einfluß von Moses Mendelssohn auf die Erziehung der Brüder Humboldt. In: Mendelssohn Studien. 7(1990), S. 39–76.
- Der Talmudistenkreis um Salman Baruch Rabinkow. In: Jüdisches Leben in Heidelberg. Hrsg. v. Giovannini, J. Bauer, H.-M. Mumm. Heidelberg 1992, S. 265–272.
- Die Entwicklung der jüdischen Bevölkerung in der Rheinprovinz. Ein demographischer Überblick. In: Wegweiser durch das jüdische Rheinland. Hrsg.v.Ludger Heid und Julius H.Schoeps in Verbindung mit Marina Sassenberg. Berlin 1992, S. 314–323.
- Dokumentation jüdischer Grabinschriften in der Bundesrepublik Deutschland. In: Aschkenas. Zeitschrift für Geschichte und Kultur der Juden. 3(1993), S. 267–273.
- Ein Jahrhundert jüdisches Archivwesen in Deutschland. In: Archive und Gesellschaft. Referate des 66. Deutschen Archivtags 1995 in Hamburg (= Der Archivar, Beiband 1) Siegburg 1996, S. 129–142.
- Über den Unterschied zwischen Alexander und Wilhelm von Humboldt in ihrem Verhältnis zu Juden und Judentum. In: Konfrontation und Koexistenz. Zur Geschichte des deutschen Judentums (= Campus Judaica Bd. 7). Hrsg. v. Renate Heuer und Ralph-Rainer Wuthenow. Frankfurt/New York 1996, S. 46–81.
- Straßburg – Eine urbane Gemeinschaft [= Kurze Geschichte der Juden in Straßburg]. In: Deutsch-jüdische Passagen. Europäische Stadtlandschaften von Berlin bis Prag. Hrsg. v. Willi Jasper u. Julius H. Schoeps. Hamburg 1996, S. 299–316.
- Die Judenpolitik Friedrich Wilhelm IV. im Urteil Alexander von Humboldts. In: Acta Historica Leopoldina. 27(1997), S. 21–30.
- Talmuddrucke im Nachkriegsdeutschland. In: Überlebt und unterwegs. Jüdische Displaced Persons im Nachkriegsdeutschland [=Jahrbuch 1997 zur Geschichte und Wirkung des Holocaust]. Hrsg. v. Fritz Bauer Institut. Frankfurt/New York: Campus Verlag, 1997, S. 249–266.
- Die Straßburger Studentenjeschiwa – Ein Weg zur Wiederaneignung von Tora und Mizwot in der Moderne. In: Judentum und Moderne in Frankreich und Italien [ = Romania Judaica. Bd. 2]. Hrsg. v. Christoph Miething. Tübingen 1998, S. 45–57.
- Die Akten des Exils. Betrachtungen zu den mehr als hundertjährigen Bemühungen um die Inventarisierung von Quellen zur Geschichte der Juden in Deutschland. In: Der Archivar. 54 (2001) 1, S. 23–31.
- Geschichte des jüdischen Archivwesens in Deutschland. In: Der Archivar. 55 (2002)3, S. 223–230.
- Das Projekt von Rabbiner Dr. Bernhard Brilling zur Errichtung eines jüdischen Zentralarchivs im Nachkriegsdeutschland. In: Klaus Hödl (Hrsg.): Historisches Bewußtsein im jüdischen Kontext. Strategien, Aspekte, Diskurse. Innsbruck. 2004, S. 223–241.
- Gesamtarchiv der deutschen Juden. In: Dan Diner (Hrsg.): Enzyklopädie jüdischer Geschichte und Kultur (EJGK). Band 2: Co–Ha. Metzler, Stuttgart/Weimar 2012, ISBN 978-3-476-02502-9, S. 434–437.
- darüber hinaus zahlreiche Aufsätze[8]